# Eric Ravilious
Eric Ravilious, né le 22 juillet 1903 à Acton (Londres) et disparu le 2 septembre 1942 au départ de la base militaire de Kaldadarnes près de Selfoss (Islande), est un artiste peintre, graveur, graphiste et illustrateur britannique.

## Biographie
Fils de Frank Ravilious et d'Emma Ford, il grandit à Eastbourne dans le Sussex, où ses parents tenaient un boutique d'antiquités. En 1919, il décroche une bourse pour entrer à l'Eastbourne School of Art et en 1922, une autre bourse qui lui permet d'intégrer l'école de dessin du Royal College of Art (Londres). Là, il se lie d'amitié avec un autre étudiant, Edward Bawden (en). Il suit les cours de Paul Nash, qui le pousse à s'investir dans la gravure sur bois ; très impressionné par son élève, Nash le fait admettre dès 1925 comme membre de la Society of Wood Engravers. Ses premières commandes arrivent, en même temps qu'une bourse de voyage qui lui permet de visiter la Toscane. De retour en Angleterre, il commence par enseigner à l'Eastbourne School of Art, et, à partir de 1930, au Royal College of Art, à mi-temps. Cette même année, il épouse Tirzah Garwood (en), peintre et graveuse sur bois, le couple aura trois enfants : John Ravilious (1935–2014) ; le photographe James Ravilious (1939–1999) ; et Anne Ullmann-Ravilious (1941– ), éditrice d'ouvrages.
En 1928, Ravilious, Bawden et Charles Mahoney (1903-1968), exécutent ensemble des peintures murales au Morley College situé dans le sud de Londres, un travail qui leur prend une année, et qui fut décrit comme très original pour son temps ; ces fresques furent détruites durant le blitz de 1941.  
Entre 1930 et 1932, Eric et Tirzah vivent à Hammersmith. Durant cette époque, il est contacté pour être directeur artistique de la collection Everyman's Library fondée par J. M. Dent ; il modernise sensiblement la charte créée par Reginald Knowles. À partir de 1933, le couple et Bawden explorent la région de Castle Hedingham, où ils décident de s'installer. D'autres artistes finissent par les rejoindre, formant une communauté, active jusque dans les années 1970 (Great Bardfield Artists (en)).
Eric et Tirzah produiront de nombreuses fresques dans cette région. La première exposition solo d'Eric Ravilious date de novembre 1933, à la Zwemmer Gallery de Londres, intitulée An Exhibition of Water-Colour Drawings : sur 37 aquarelles exposées, 20 se vendirent. Une seconde exposition se tient en février 1936 au même endroit, et cette fois il vend 28 œuvres peintes sur 36 exposées. Il expose de nouveau des aquarelles en 1939 à la Leicester Galleries : trois de ses œuvres sont achetées, respectivement par la Tate, le Victoria and Albert Museum et la Aberdeen Art Gallery (en).

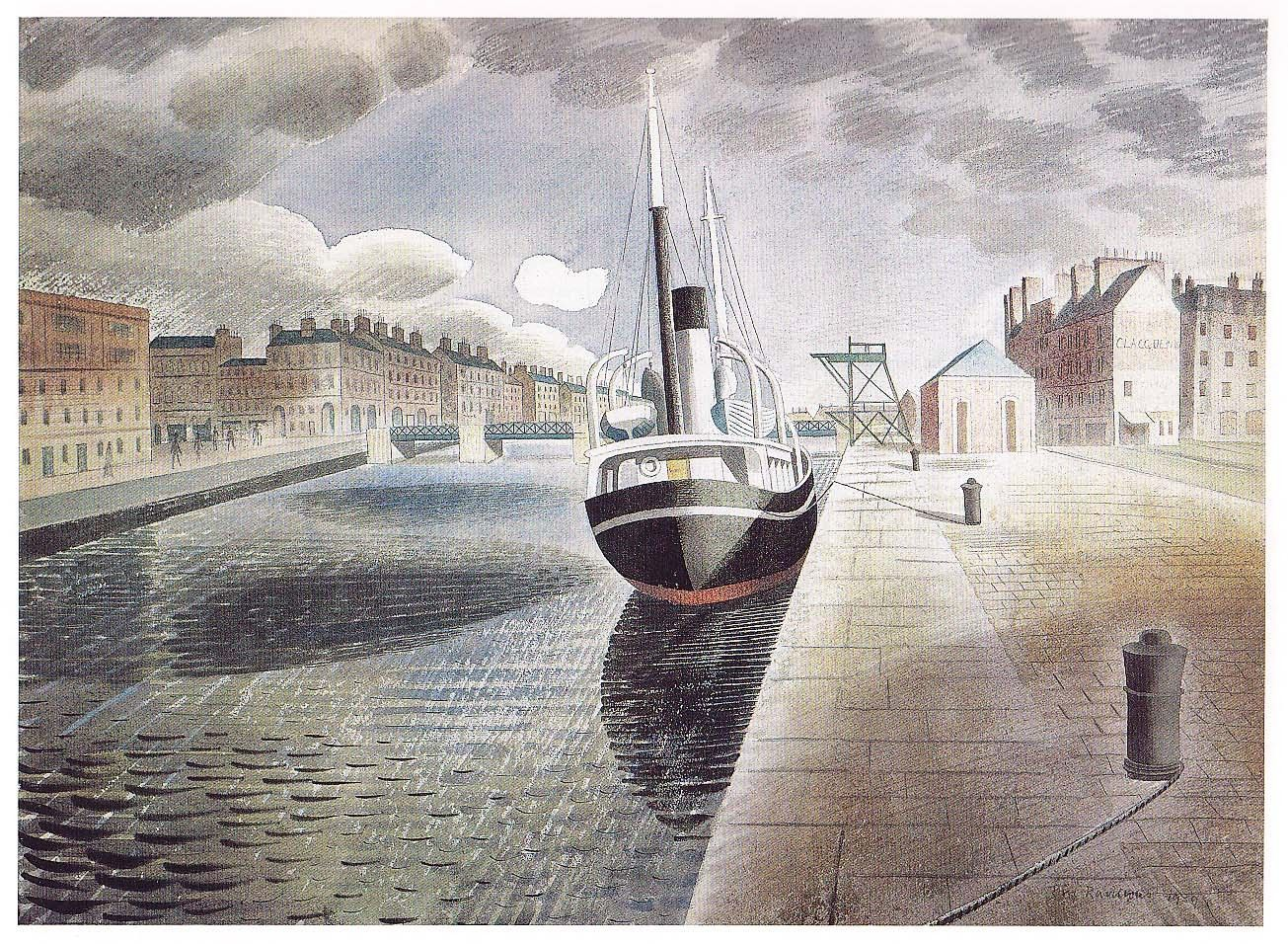
Pilot Boat at Le Havre, aquarelle, 1939.

En 1933, lui et Bauwden rejoignent l'Artists' International Association (en) afin de soutenir les Républicains espagnols. Ils envoient des œuvres aux expositions Artists Against Fascism (Londres et New York, 1937).
En septembre 1939, dès l'entrée en guerre du pays, il rejoint le Royal Observer Corps (en), à Castle Hedingham et est enrôlé en décembre comme artiste de guerre par le War Artists' Advisory Committee (en). Il est affecté au corps des Royal Marines. Durant près de deux ans, il produit un nombre important de dessins relatifs aux différentes actions auxquelles il participe. Le 28 août 1942, il rejoint la base aérienne de la RAF située à Kaldadarnes en Islande. Le Lockheed Hudson à bord duquel il embarque pour une patrouille est signalé manquant les jours suivants. Les recherches entreprises par la suite n'ont pas permis de retrouver son corps. Il est déclaré officiellement disparu (« death presumed ») le 2 septembre 1942.

## Œuvre

### Gravures et illustrations

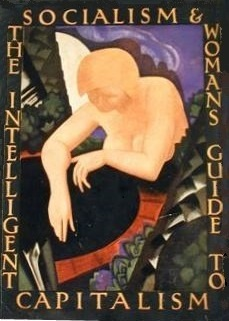
Couverture de The Intelligent Woman's Guide to Socialism and Capitalism de George Bernard Shaw (Constable, 1927).

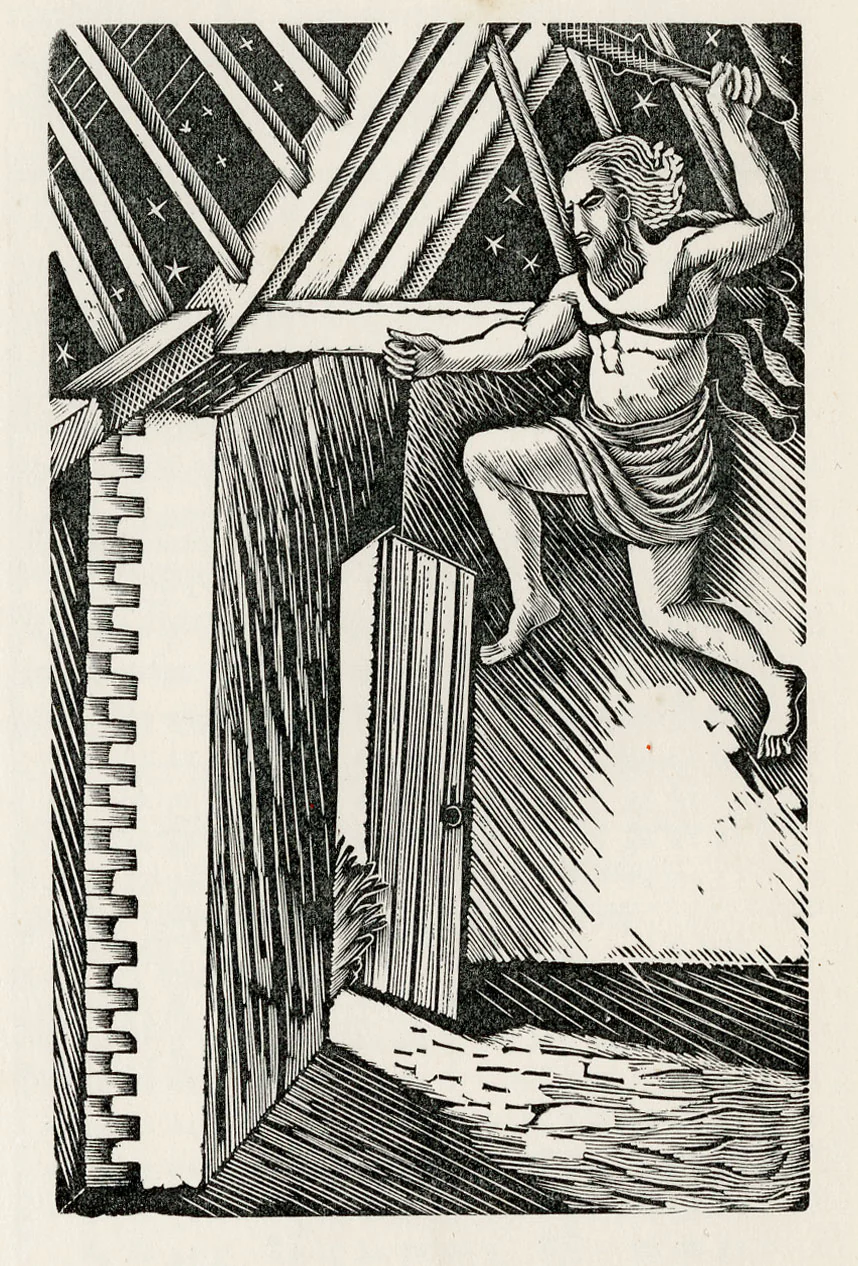
Bois pour Almanack 1929 (Lanston Monotype Corporation).

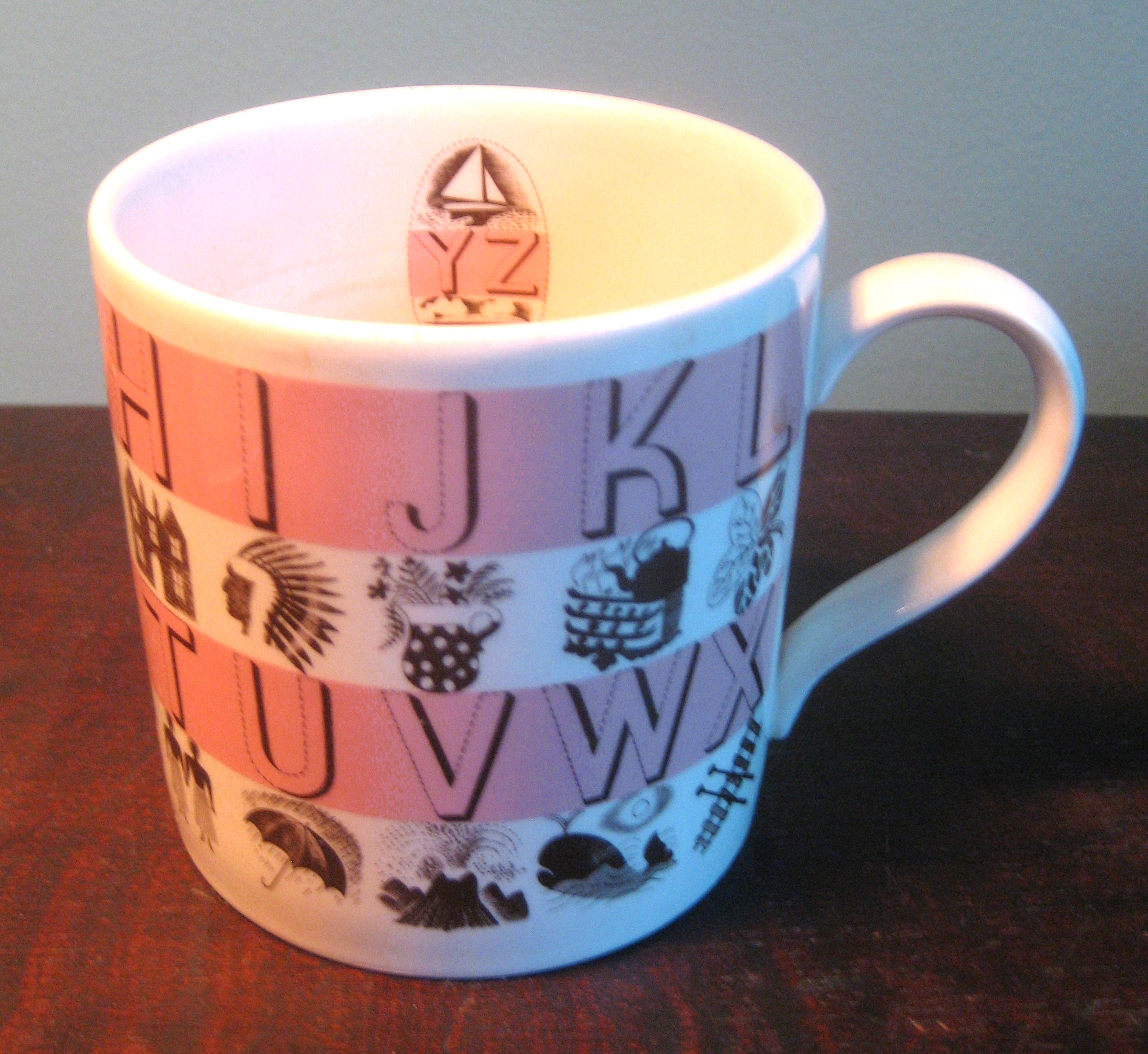
La Wedgwood Alphabet Cup (1937).

Ravilious et Bawden se disaient très influencés par l'art de Thomas Bewick. Ravilious a produit plus de 400 illustrations, dont des gravures sur bois et 40 lithographies, technique qu'il explora à partir des années 1930. La plupart de ses images sont destinées à illustrer des ouvrages. L'un de ses premiers clients fut l'éditeur Jonathan Cape. Il travailla aussi pour des éditeurs plus portés vers la bibliophilie, comme Golden Cockerel Press (en), ou Nonesuch Press, qui lui demandait des gravures sur bois.

### Design graphique
En 1937, il reçoit une série de commandes de Wedgwood pour des motifs sur des céramiques de formes originales. Son Alphabet Mug fait partie des objets les plus connus de cette époque. Il reçut d'autres commandes, en particulier du London Transport, la société chargée des transports publics londoniens, et de sociétés privées comme Stuart Crystal, fabricant de miroirs et d'objets en verre. 

### Œuvre peint
Ravilious produisit principalement des aquarelles. En 1930, il expérimente l'huile sur toile, mais abandonne vite ce médium. Ses représentations sont surtout des paysages inspirés des South Downs, des scènes d'intérieur et quelques paysages urbains, sans compter ses nombreux dessins exécutés durant la guerre.

### Fresques
Outre ses œuvres murales de jeunesse, dont plusieurs exécutées avec son épouse et Bawden, il reçut commande d'une fresque en 1934 avec Mary Adshead (en), destinée au salon de thé du Victoria Pier à Colwyn Bay, qui a été préservée en 2017 et déposée pour restauration.

### Conservation
- Bristol City Museum and Art Gallery
- Imperial War Museum[7]
- Towner Gallery (en), Eastbourne[7]
- Fry Art Gallery (en), Saffron Walden
- Victoria and Albert Museum
- Wiltshire Museum (en), Devizes